# Ytteren
Ytteren est une localité du comté de Nordland, en Norvège.

## Géographie
Administrativement, Ytteren fait partie de la kommune de Rana.